# Mauriceville
Mauriceville és una concentració de població designada pel cens dels Estats Units a l'estat de Texas. Segons el cens del 2000 tenia 2.743 habitants.

## Demografia
Segons el cens del 2000, Mauriceville tenia 2.743 habitants, 939 habitatges, i 754 famílies. La densitat de població era de 124,5 habitants/km².
Dels 939 habitatges en un 44,1% hi vivien nens de menys de 18 anys, en un 67% hi vivien parelles casades, en un 8,7% dones solteres, i en un 19,7% no eren unitats familiars. En el 16,2% dels habitatges hi vivien persones soles el 6,4% de les quals corresponia a persones de 65 anys o més que vivien soles. El nombre mitjà de persones vivint en cada habitatge era de 2,92 i el nombre mitjà de persones que vivien en cada família era de 3,27.
Per edats la població es repartia de la següent manera: un 31,4% tenia menys de 18 anys, un 7,9% entre 18 i 24, un 32,4% entre 25 i 44, un 21,2% de 45 a 60 i un 7,1% 65 anys o més.
L'edat mediana era de 32 anys. Per cada 100 dones de 18 o més anys hi havia 104,2 homes.
La renda mediana per habitatge era de 52.500 $ i la renda mediana per família de 56.422 $. Els homes tenien una renda mediana de 40.608 $ mentre que les dones 24.554 $. La renda per capita de la població era de 18.388 $. Aproximadament el 7,3% de les famílies i el 10,6% de la població estaven per davall del llindar de pobresa.

## Poblacions més properes
El següent diagrama mostra les poblacions més properes.